# Präsident von Chile
Der Präsident der Republik Chile (spanisch Presidente de la República de Chile) ist sowohl das Staatsoberhaupt als auch der Regierungschef der Republik Chile. Er wird vom Volk direkt für eine Wahlperiode von vier Jahren gewählt, eine zweite Amtszeit ist erst nach einer Unterbrechung durch einen anderen Präsidenten möglich. Derzeitiger Amtsinhaber ist Gabriel Boric, der von dem Linksparteienbündnis Apruebo Dignidad unterstützt wird.
Chile ist seit 1810 unabhängig, seit den 1820er Jahren hatten sich ein präsidentielles System sowie der Titel Präsident für das Staatsoberhaupt eingebürgert. In der Verfassung von 1833 wurde dem Präsidenten eine dominante Stellung im politischen System eingeräumt. Nach einer Phase mächtiger Präsidenten mit durch Wiederwahl zehnjährigen Amtszeiten erodierte deren Einfluss, und das Präsidentenamt wurde zu Gunsten des Parlaments schwächer. Zwischen 1891 und 1925 übte der Präsident trotz gleicher Verfassung faktisch nur noch eine repräsentative Funktion aus, ehe die Verfassung von 1925 ihn wieder stärkte. Nachdem sich das Militär 1973 an die Macht geputscht hatte, trat unter dem Diktator Augusto Pinochet 1980 eine neue Verfassung in Kraft, die in ihren Grundzügen bis heute gilt. Durch eine Verfassungsänderung 2005 wurden einige autoritäre Enklaven aus dem Verfassungstext entfernt.
Der chilenische Präsident hat umfassende Ernennungsbefugnisse. Die Zusammenstellung seines Kabinetts geschieht ohne Zustimmung des Parlaments, zudem ernennt er die Delegierten in die Regionen, Bürgermeister, Richter des Obersten Gerichtshofs, Anwälte des Verfassungsgerichts und die Oberkommandierenden der Streitkräfte. Im Gesetzgebungsprozess hat der Präsident in weiten Teilen der Wirtschafts- und Finanzpolitik alleiniges Initiativrecht. Den Haushaltsentwurf des Präsidenten muss das Parlament binnen 60 Tagen beraten, sonst tritt er automatisch in Kraft. Er kann zudem durch spezielle Dringlichkeitsstufen den Gesetzgebungsprozess beschleunigen oder Themen in den Fokus rücken. Gesetzesdekrete, wie es sie in anderen lateinamerikanischen Staaten gibt, die dem Präsidenten erlauben, ohne parlamentarische Zustimmung zu regieren, gibt es in Chile nur auf einen Politikbereich und ein Jahr begrenzt.
Dennoch wird das Amt des chilenischen Präsidenten im lateinamerikanischen und weltweiten Vergleich häufig als äußerst mächtig eingestuft. Ausschlaggebend dafür ist seine dominante Stellung im Gesetzgebungsprozess, wenngleich von manchen Beobachtern eingeräumt wird, dass er trotz allem auf den Rückhalt einer Parlamentsmehrheit angewiesen ist.

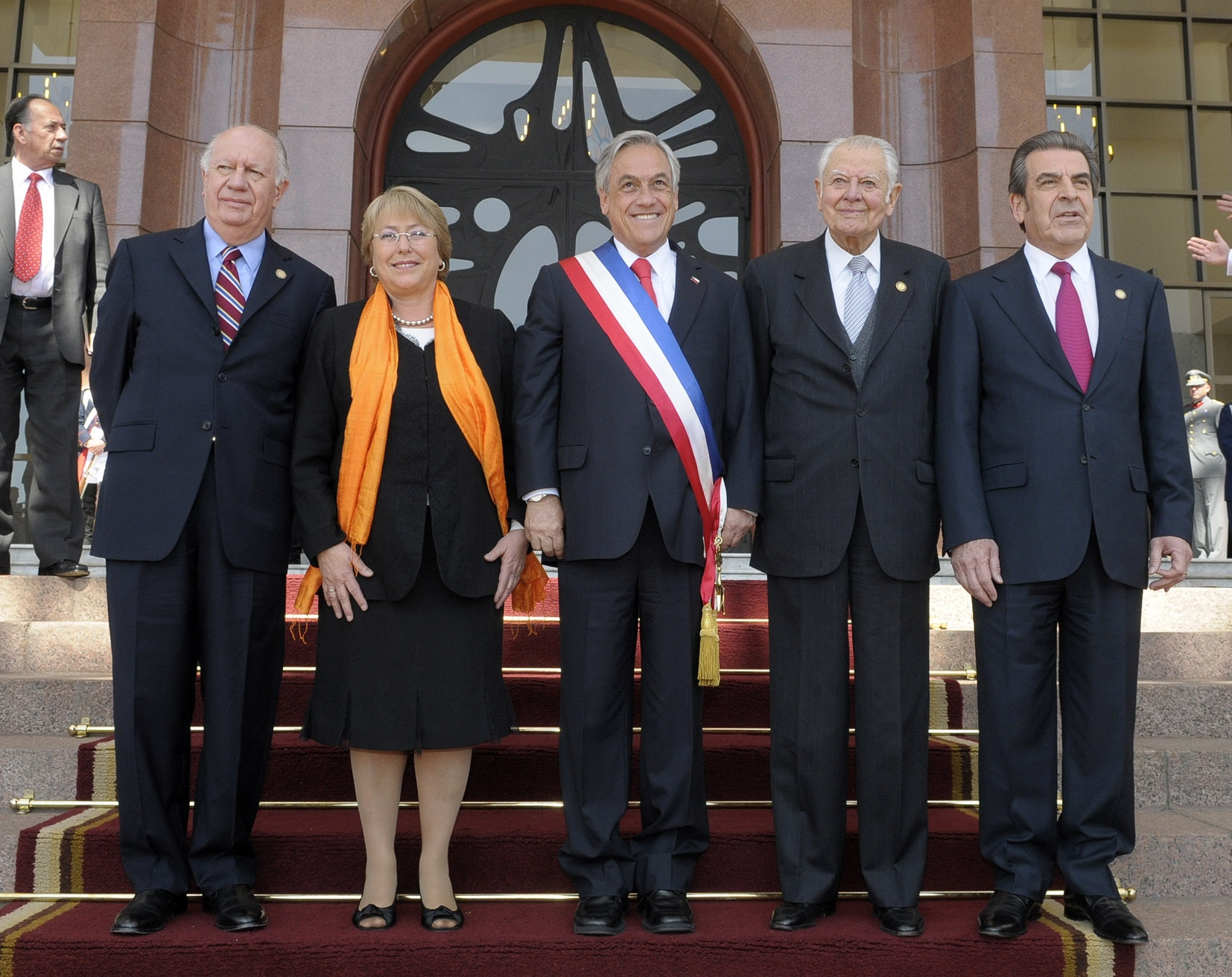
Die ersten fünf Präsidenten Chiles seit der Demokratisierung: von links Ricardo Lagos (2000–2006), Michelle Bachelet (2006–2010, 2014–2018), Sebastián Piñera (2010–2014, 2018–2022), Patricio Aylwin (1990–1994) und Eduardo Frei Ruiz-Tagle (1994–2000)

## Verfassungsgeschichtliche Entwicklung

### Nach der Unabhängigkeit
Chile war zwar seit 1810 unabhängig, erlangte seine volle Unabhängigkeit jedoch erst, nachdem die chilenischen Truppen 1817 die spanischen Royalisten in der Schlacht von Chacabuco hatten schlagen können. Der Oberbefehlshaber des chilenischen Heeres, Bernardo O’Higgins, übernahm nach dem Sieg das Amt des Director Supremo, des obersten Direktors des Landes. Er setzte 1818 eine autoritäre Übergangsverfassung durch, in der er zum Staatschef aufstieg. Mit der unabhängigen Justiz und dem Senat wurden Gegengewichte zur Exekutive geschaffen, allerdings bestimmte O’Higgins die Senatsmitglieder. Als er eine Verfassungsreform anstrebte, die seine Regierungszeit um weitere zehn Jahre verlängern sollte, kam es 1823 zum Putsch durch General Ramón Freire y Serrano, der neuer Director Supremo wurde, bis er 1826 vom Kongress und von Aufständischen zum Rücktritt gezwungen wurde, obwohl er kurz zuvor die letzten spanischen Truppen innerhalb Chiles vertrieben hatte. Danach entschloss sich der Kongress, erstmals das neu geschaffene Amt des Präsidenten zu wählen, und entschied sich für Manuel Blanco Encalada, der am 9. Juli 1826 erster Präsident von Chile wurde.
In den Folgejahren blieb die politische Lage in Chile dennoch instabil. Blanco trat nach zwei Monaten zurück und überließ sein Amt dem Vizepräsidenten Agustín Eyzaguirre, der wiederum im Januar des folgenden Jahres von Ramón Freire zum Rücktritt gezwungen wurde. Freire wurde 1827 kurzzeitig Präsident, bevor sein Vizepräsident Francisco Antonio Pinto ihn beerbte. General Ramón Freire (1823–1826, 1827) und General Francisco Antonio Pinto (1827–1829) galten als liberal und brachten neue Verfassungsprojekte auf den Weg, die sich allerdings als unbrauchbar erwiesen. Unter ihnen bürgerte sich jedoch die Bezeichnung „Präsident“ für das Staatsoberhaupt ein. Die gesellschaftliche Spaltung in die Lager der Liberalen und der Konservativen mündete schließlich in einen Bürgerkrieg, den die Konservativen nach der gewonnenen Schlacht von Lircay 1830 für sich entschieden. Mit dem Sieg der Konservativen stabilisierte sich das politische System vorerst.

### Verfassung von 1833

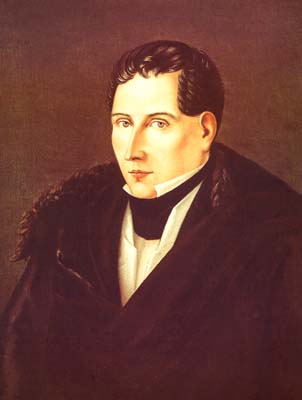
Diego Portales, Namensgeber der portalianischen Verfassung

1831 berief Innenminister Diego Portales einen Verfassungskongress ein, der 1833 mit der „portalianischen“ Verfassung ein ungewöhnlich langlebiges Grundgesetz schuf, das der Vormachtstellung der Konservativen Rechnung trug. Die Verfassung orientierte sich formal am US-amerikanischen Präsidialsystem. Der Präsident sollte alle fünf Jahre gewählt werden, wobei eine Wiederwahl gestattet wurde. Offiziell handelte es sich um eine repräsentative Demokratie, doch da das Wahlrecht an Besitz gekoppelt war, durften nur wenige Chilenen wählen. Als Gegengewichte zum Präsidenten wurde dem Zweikammerparlament die Hoheit über Haushalt und Steuern übertragen. In der Praxis war die Stellung des Präsidenten jedoch übermächtig: Er ernannte die Provinizialintendanten, über die er die Verwaltung bis in die entlegensten Landesteile kontrollierte. Zudem konnte er Stimmen kaufen und Ämter an seine Gefolgsleute vergeben, so dass die Bildung einer Opposition im Parlament ausblieb. Indem es dem Präsidenten über Notstandsgesetze noch in die Karten spielte, wirkte das Parlament an seiner eigenen Entmachtung mit. In den folgenden 40 Jahren regierten mit General José Joaquín Prieto Vial (1831–1841), General Manuel Bulnes Prieto (1841–1851), Manuel Montt (1851–1861) und José Joaquín Pérez (1861–1871) lediglich vier Präsidenten.
Ab Mitte des 19. Jahrhunderts zeichnete sich der Aufstieg des chilenischen Bürgertums ab, das zunehmend politische Partizipation einforderte. In den 1870er Jahren brachen sich die Modernisierungsansätze des liberalen Bürgertums schließlich Bahn. Nach der Kongresswahl 1870 kam es zu grundlegenden Verfassungsänderungen. Die direkte Wiederwahl des Präsidenten wurde aufgehoben, so dass die Zeit der Präsidentendekaden ein Ende fand. Mit Federico Errázuriz Zañartu wurde 1871 erstmals wieder ein Liberaler Präsident. In seine Amtszeit fällt eine Änderung des Wahlrechts, das von nun an allen Männern ab 21 Jahren, die lesen und schreiben konnten, zustand. Zwar schloss dieses neue Wahlrecht nach wie vor große Bevölkerungsteile aus, aber Wahlbetrug wurde schwieriger; Korruption und Einmischung in den Wahlvorgang gab es jedoch weiterhin. Für den Senat wurden Direktwahlen eingeführt, was die Macht des Präsidenten weiter einschränkte.
Die Stärkung des Parlaments führte schließlich zu einem verfassungspolitischen Konflikt, weil auch die liberalen Präsidenten nicht damit einverstanden waren, dass ihre Macht beschränkt wurde. In den 1880ern florierte die chilenische Wirtschaft und Präsident José Manuel Balmaceda wollte die Rolle des Präsidenten wieder stärken, um große Bauprojekte durchzusetzen. Als Chile 1890 von einer Wirtschaftskrise getroffen wurde, kam es zum Konflikt zwischen dem Präsidenten und dem Kongress. Der Kongress weigerte sich, den Haushalt Balmacedas mitzutragen, woraufhin dieser seinen Haushaltsentwurf für weiterhin gültig erklärte. Das Parlament warf ihm schließlich Verfassungsbruch vor und beauftragte die Marine unter Jorge Montt Álvarez, die verfassungsmäßige Ordnung wiederherzustellen. Auf Balmacedas Seite kämpfte die Armee, so dass es 1891 zum Bürgerkrieg kam, den die Regierungstruppen schließlich verloren. Balmaceda floh in die argentinische Botschaft und nahm sich an dem Tag, an dem seine Amtszeit endete, das Leben. Mit seinem Tod endete ein Prozess, in dem sich das Parlament immer mehr Rechte zu Ungunsten des Präsidenten erkämpft hatte.
Das Übergewicht des Kongresses gegenüber der Exekutive dauerte bis in die 1920er Jahre an und wird gemeinhin als Phase der „Parlamentarischen Republik“ bezeichnet. Die Verfassung von 1833 blieb nach wie vor in Kraft, wurde jedoch anders ausgelegt. Der Einfluss des Präsidenten sank, da er in Fragen des Haushalts, der Verwaltungsausgaben und des Militärbudgets die Zustimmung des Parlaments benötigte, das er zudem nicht mehr auflösen konnte. 1891 rückte Jorge Montt Álvarez ins höchste Staatsamt auf. Er und seine Nachfolger verstanden ihre Rolle eher repräsentativ und überließen den Großteil der Entscheidungen dem Kongress.

### Verfassung von 1925
Bei der Präsidentschaftswahl 1920 konnte sich mit Arturo Alessandri Palma der Kandidat der Arbeiterklasse und der Mittelschicht durchsetzen. Der anfängliche Enthusiasmus schlug jedoch bald in Unzufriedenheit um, weil Alessandri wegen einer Pattsituation im Parlament und Widerständen in den eigenen Reihen die erhofften Reformen nicht durchsetzen konnte. Zu der Unzufriedenheit mit der politischen Situation paarte sich eine wirtschaftliche Unsicherheit, was 1924 schließlich zu einem Putsch führte.
Unter Druck des Militärs arbeitete Alessandri mit Beteiligung aller politischen Parteien eine neue Verfassung aus, die den Stillstand der Vorjahre beenden sollte. Ein Anknüpfungspunkt an die portalianische Verfassung von 1833 war die erneute Stärkung der Exekutive. Der Präsident erhielt Ernennungsbefugnisse in Verwaltung, Armee und Justiz, er durfte Notstandsgesetze erlassen, und die zentralistische Staatsordnung erweiterte seinen Machtbereich auf die Provinzen. Eine Amtsperiode wurde auf die Dauer von sechs Jahren verlängert. Konnte ein Kandidat im ersten Wahlgang nicht die absolute Mehrheit der Stimmen erreichen, wählte der Kongress zwischen den beiden Kandidaten, die die meisten Stimmen erhalten hatten. Das Bündnis aus Präsident Alessandri und dem Militär Carlos Ibáñez, der als Kriegsminister wirkte, zerbrach an der Frage, wer bei den Präsidentschaftswahlen 1925 für das Präsidentenamt kandidieren sollte. In den nächsten Jahren bildete sich ein autoritäres Militärregime heraus, an dessen Spitze Carlos Ibáñez stand. Als die chilenische Wirtschaft infolge der Weltwirtschaftskrise einbrach, kam es im ganzen Land zu Unruhen, die das Regime zu Fall brachten. Alessandri kehrte 1932 als Präsident zurück und leitete eine Phase der Stabilität ein. Diese Phase dauerte bis 1973 und bedeutete, dass Chile in diesem Zeitraum im lateinamerikanischen Vergleich als stabile Demokratie galt. Die Kompetenzen des Präsidenten wurden in dieser Zeit um einen größeren Einfluss im Gesetzgebungsverfahren erweitert.
Mit dem Sieg Salvador Allendes bei der Präsidentschaftswahl 1970 begann ein entscheidender Einschnitt in der Geschichte Chiles. Der dezidierte Marxist Allende hatte stets mit dem Misstrauen der politischen Rechten und des Militärs zu kämpfen. Innenpolitisch war Allende wenig erfolgreich, da seine Wirtschaftspolitik von Misserfolgen gekennzeichnet war und zahlreiche Arbeiteraufstände die Lage im Land destabilisierten. Im Sommer 1973 standen sich die Parteien unversöhnlich gegenüber, und Exekutive und Legislative, die von den Rechten dominiert wurde, warfen sich gegenseitig Verfassungsbrüche vor. Am 11. September 1973 putschte sich der Oberbefehlshaber des Heeres, Augusto Pinochet, an die Spitze des Staates. Ende 1974 nahm Pinochet den Titel des Präsidenten an.

### Verfassung von 1980
Mit dem Regierungsantritt der Militärjunta trat die Verfassung von 1925 de facto außer Kraft, das Regime berief sich jedoch weiterhin auf die darin verankerten Notstandsbestimmungen, mit denen es in den folgenden Jahren regierte. Bestimmungen, die diesen Notstandsbestimmungen nicht entsprachen, wurden zu Verfassungszusätzen erklärt. 1977 ließ Pinochet die Ausarbeitung einer neuen Verfassung beginnen, die grundsätzlich die Rückkehr zu einer repräsentativen Demokratie anstrebte. Durch ein vom Militär kontrolliertes, undemokratisches Plebiszit wurde die noch heute in ihren Grundzügen gültige Verfassung 1980 angenommen. Ihre wichtigsten Merkmale waren die Stärkung des Präsidenten im Gesetzgebungsverfahren, die Einführung ernannter Senatoren und die Schaffung des Nationalen Sicherheitsrats COSENA, der neben Exekutive, Legislative und Judikative als vierte Instanz wirken sollte. Übergangsartikel machten es möglich, dass Pinochet bis 1989 weiterregieren konnte, ohne sich in einer Wahl stellen zu müssen.
Pinochet wollte sich durch eine Volksabstimmung am 5. Oktober 1988 eine weitere acht Jahre währende Amtszeit zusichern lassen. Überraschend sprach sich jedoch die Mehrheit der Chilenen dagegen aus, so dass nach den Bestimmungen der von Pinochet eingeführten Verfassung im Folgejahr 1989 Wahlen zum Kongress und Präsidentschaftswahlen abgehalten werden mussten. Im Zuge der Transition in Chile trat im August 1989 eine zwischen den Militärs und den wiederzugelassenen politischen Parteien ausgehandelte und im Juli 1989 durch Volksabstimmung bestätigte erste Reform mit 54 Verfassungsänderungen in Kraft, die u. a. die Notstandsrechte des Präsidenten einschränkten und ihm verboten, den neu zu wählenden Kongress aufzulösen. Zur Präsidentschaftswahl im Dezember 1989 traten drei Kandidaten an: Das oppositionelle Parteienbündnis Concertación einigte sich auf den Christdemokraten Patricio Aylwin, die Rechte setzte auf Hernán Büchi und der Millionär Francisco Javier Errázuriz trat als Unabhängiger an. Mit Aylwins Sieg endete in Chile die Diktatur und das Land kehrte zur Demokratie zurück.
Nach einer Übergangsphase von vier Jahren wurden die beiden folgenden Präsidenten Eduardo Frei Ruiz-Tagle und Ricardo Lagos für jeweils sechs Jahre gewählt. Die jahrelang diskutierten Verfassungsreformen scheiterten stets am Widerstand der rechten Opposition, die durch das binomiale Wahlsystem begünstigt wurde, da somit die nötigen Mehrheitsverhältnisse in den beiden Parlamentskammern nicht erreicht werden konnten. Erst 2004/2005 erhielt die Concertación die nötige Zweidrittelmehrheit im Senat. Die 58 Verfassungsänderungen, die am 26. August 2005 in Kraft traten, sahen unter anderem vor, dass Präsidenten künftig keinen Anspruch mehr auf einen Senatssitz auf Lebenszeit haben würden, dass der Oberbefehlshaber der Streitkräfte dem Präsidenten unterstellt und dass die Amtszeit des Präsidenten auf vier Jahre verkürzt wird. Während einige vor dem Hintergrund dieser und anderer Änderungen von einer neuen Verfassung sprechen, bemängeln Kritiker, dass es keine verfassungsgebende Versammlung gegeben habe und Probleme wie die Anerkennung der Mapuche und die Beseitigung des binomialen Wahlrechts nicht gelöst worden seien.

## Wahl

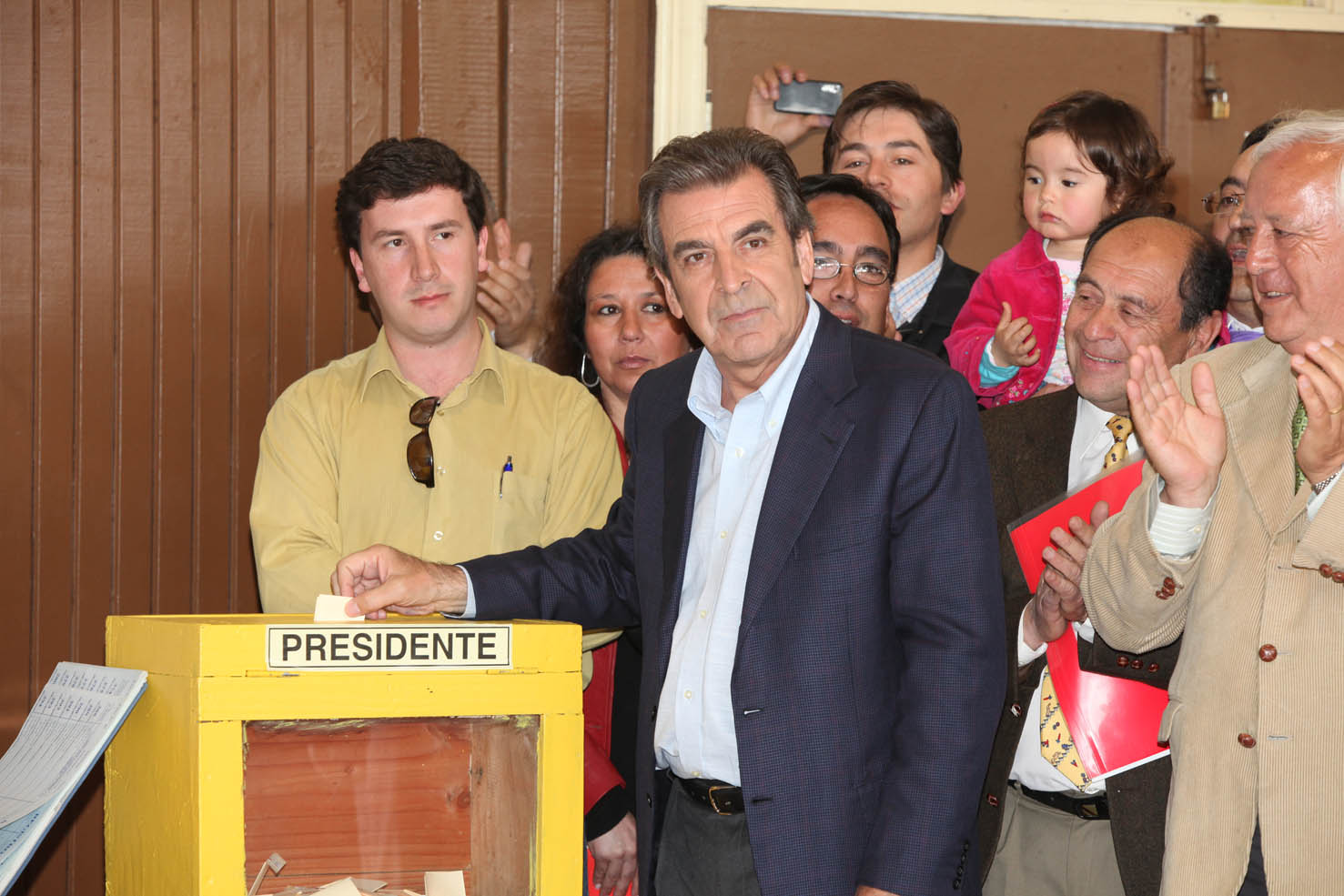
Präsidentschaftskandidat Eduardo Frei bei der Stimmabgabe

### Amtsdauer
Die Wahl des chilenischen Präsidenten findet alle vier Jahre statt. Die Möglichkeit einer direkten Wiederwahl besteht nicht. Ein scheidender Präsident kann jedoch an der übernächsten Präsidentenwahl erneut teilnehmen. Die Verfassung von 1980 sah eine Amtszeit von acht Jahren vor, was bei der Verfassungsreform 1989 korrigiert wurde. Statt der acht Jahre sollte die erste Präsidentschaft der Transition eine Übergangsphase von vier Jahren bilden. Die folgenden beiden Amtszeiten dauerten jeweils sechs Jahre. Seit der Präsidentschaftswahl 2005/2006 wählen die Chilenen wieder alle vier Jahre. Die erneute Änderung wurde vorgenommen, damit Präsidentschafts- und Parlamentswahlen parallel stattfinden und so das Risiko unterschiedlicher Mehrheitsverhältnisse, die zu einem divided government führen können, minimiert wird. Gelingt es keinem Kandidaten im ersten Wahlgang die absolute Mehrheit der Stimmen zu erhalten, wird ein zweiter Wahlgang nötig, in dem lediglich die beiden Kandidaten gegeneinander antreten, die im ersten Wahlgang die meisten Stimmen auf sich vereinigen konnten. Diese Stichwahl findet 30 Tage nach der ersten Wahl statt.

### Wahlrecht
Das aktive Wahlrecht wird den Bürgern ab 18 Jahren erteilt. Dafür war früher eine Einschreibung ins Wählerverzeichnis nötig. Die Einschreibung in das Wahlregister war freiwillig, der Urnengang dann jedoch Pflicht. Bei den Präsidentschaftswahlen 2009/2010 machten dennoch nur 86 Prozent der für die Wahl Registrierten von ihrem Stimmrecht Gebrauch. Hinzu kam, dass sich viele junge Chilenen gar nicht ins Wahlregister eingetragen hatten, so dass sich in der Summe etwa 40 Prozent der potentiellen Wahlberechtigten nicht an der Wahl beteiligten. Im Vorfeld der chilenischen Kommunalwahlen 2012 wurde das Wahlrecht reformiert. Fortan wurde jeder Wahlberechtigte automatisch im Wahlregister aufgeführt und der Urnengang freiwillig. Damit sollte dem Trend einer rückläufigen Wahlbeteiligung entgegengewirkt werden. Die Zahl der potentiellen Wähler stieg dadurch zwar um 5,3 Millionen auf 13,4 Millionen, allerdings sank die Wahlbeteiligung bei der folgenden Kommunalwahl auf einen historischen Tiefststand von knapp 40 Prozent.

### Nominierung der Kandidaten
Wer für das Präsidentenamt kandidieren möchte, muss mindestens 35 Jahre alt und in Chile geboren sein. Präsidentschaftskandidaten werden in der Regel von einer Partei oder einem Parteienbündnis nominiert. Im Gegensatz zu anderen lateinamerikanischen Staaten gibt es in Chile keinerlei Vorschriften, wie die Kandidatenkür ablaufen muss, so dass sich zwischen den beiden politischen Blöcken deutliche Unterschiede feststellen lassen: Innerhalb der Concertación hat sich der Auswahlprozess seit dem Ende des Pinochetregimes immer weiter demokratisiert und für Außenstehende geöffnet. 1989 wurde der Kandidat noch in Führungszirkeln bestimmt, 1993 gab es geschlossene Vorwahlen, an denen Anhänger der Concertación teilnehmen konnten, und 1999 fanden offene Vorwahlen statt. Seit 2005 haben die Parteien der Concertación ihre offenen Nominierungspraktiken vereinheitlicht und institutionalisiert. Die ausgewählten Kandidaten können allesamt als loyale Parteigänger oder der Partei nahestehende Personen bezeichnet werden.
Im rechten Parteienbündnis hingegen werden die Präsidentschaftskandidaten seit 1989 von den Parteieliten bestimmt, die vor allem darauf achten, dass der Kandidat charismatisch ist, gute Umfragewerte erzielt und bereits Wahlerfolge vorzuweisen hat. Der parteipolitische Hintergrund der Kandidaten des rechten Bündnisses ist im Gegensatz zur Concertación unterschiedlich. Mit Arturo Alessandri Besa und Sebastián Piñera nominierte es parteitreue Kandidaten, allerdings wurden mit Hernán Büchi und Joaquín Lavín ebenso Kandidaten ausgewählt, die sich dezidiert vom Parteienapparat distanzierten oder gar bestritten, Politiker zu sein.
Als Unabhängiger anzutreten ist ungleich schwerer, weil man dafür durch das Sammeln von Unterschriften die Unterstützung von 0,5 Prozent der Wähler nachweisen muss, die bei der letzten Parlamentswahl ihre Stimme abgegeben haben. Für Parteien, die nicht in allen Regionen des Landes registriert sind, gelten die gleichen Richtlinien, allerdings nur in jenen Regionen, in denen sie nicht existieren.

## Kompetenzen

### Ernennungsbefugnisse

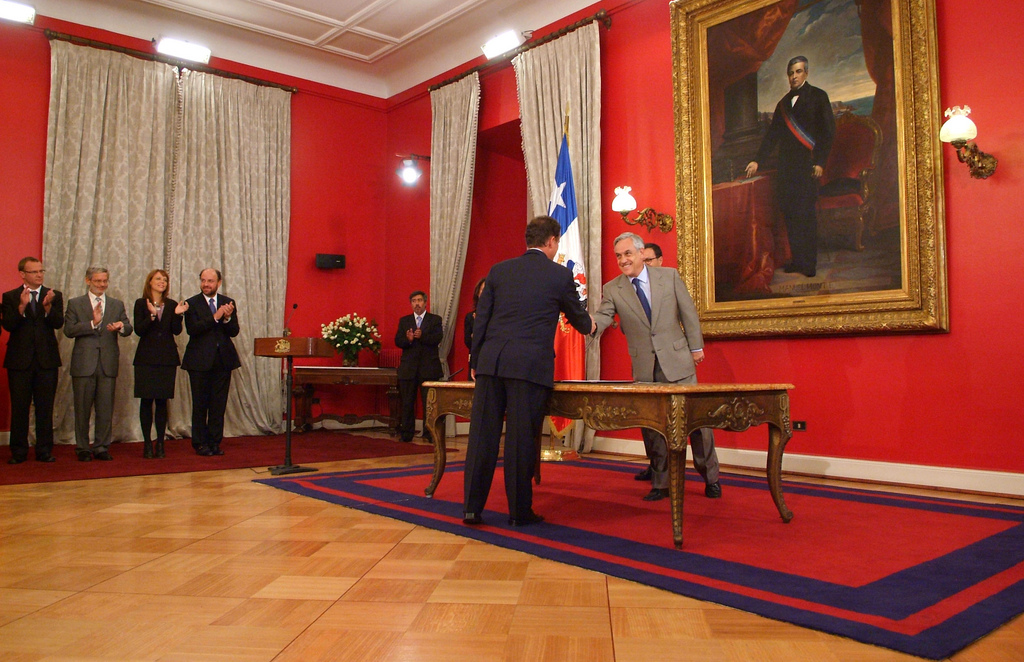
Sebastián Piñera ernennt Rodrigo Pérez Mackenna zum Minister für Wohnungsbau und Stadtentwicklung

Der Präsident Chiles ist der Chef der chilenischen Regierung. In Bezug auf die Regierungsbildung handelt es sich um ein reines Präsidialsystem, daher obliegt es allein dem Präsidenten, Minister zu ernennen oder zu entlassen. Das Parlament kann keinen der vom Präsidenten nominierten Minister ablehnen. Die Minister sind für den ihnen übertragenen Bereich verantwortlich. Darüber hinaus kann der Präsident stellvertretende Minister, Delegierte und Bürgermeister jederzeit ernennen oder abberufen.
Die Richter des Obersten Gerichtshofes und des Verfassungsgerichts werden vom Präsidenten seit der Verfassungsreform von 2005 auf Lebenszeit ernannt. Um Richter für den Obersten Gerichtshof auszuwählen, wird dem Präsidenten vom Obersten Gerichtshof eine Liste mit Vorschlägen vorgelegt. Die ausgewählten Richter müssen anschließend noch die Zustimmung des Senats erhalten. Bei den nachgeordneten Gerichten bestimmt der Präsident die Richter aus einer ebensolchen Liste, die anschließende Zustimmung muss das nächsthöhere Gericht erbringen.
Für das Verfassungsgericht, das sich aus drei Richtern des Obersten Gerichtshofs und sieben Anwälten zusammensetzt, bestimmt der Präsident neben den Richtern des Obersten Gerichtshofs ebenso drei der Anwälte. Von den vier übrigen Anwälten werden zwei vom Senat ausgewählt und zwei vom Abgeordnetenhaus, denen der Senat jedoch noch zustimmen muss.

### Gesetzgebung
Der chilenische Präsident hat das Recht, Gesetze im Kongress einzubringen. In den Bereichen Finanzpolitik des Staates, Mindestlöhne und Tarifverhandlungen, soziale Sicherungssysteme, staatliche Verwaltung und territoriale Gliederung obliegt ihm sogar die ausschließliche Gesetzesinitiative. Solchen Gesetzesinitiativen, die die Finanzen des Staates betreffen, kann der Kongress lediglich zustimmen, sie ablehnen oder eine Verringerung der Ausgaben vorschlagen. Für eine Erhöhung der Ausgaben hat das Parlament hingegen keine Handhabe.
Wenn der Präsident seinen Haushaltsentwurf ins Parlament einbringt, bleiben diesem maximal 60 Tage für Beratung und Verabschiedung. Kann es sich innerhalb dieser Frist nicht einigen, tritt automatisch der Entwurf des Präsidenten in Kraft. Auch für den Haushalt gilt, dass das Parlament keine Erhöhungen der Ausgaben bestimmen kann.
Falls ein Gesetz, das der Präsident in einer der beiden Parlamentskammern eingebracht hat, von dieser abgelehnt wird, kann er es unmittelbar danach in der anderen Kammer einbringen. Wenn diese dem Gesetz schließlich mit einer Zweidrittelmehrheit zustimmt, benötigt die andere Kammer ebenfalls eine Zweidrittelmehrheit, um es erneut abzulehnen. Gesetzeseingaben von Parlamentariern hingegen dürfen erst nach Ablauf eines Jahres erneut eingebracht werden, wenn sie in einer Kammer einmal abgelehnt wurden.
Der Präsident hat die Möglichkeit, den Gesetzgebungsprozess zu beschleunigen, indem er in jeder Phase der Gesetzgebung die dringliche Beratung einfordern kann. Diese dringliche Beratung beinhaltet drei Stufen: Bei der einfachen Dringlichkeit (simple urgencia) bleiben der entsprechenden Parlamentskammer noch 30 Tage für die Beratung und Abstimmung des jeweiligen Gesetzes, bei der höchsten Dringlichkeit (suma urgencia) noch zehn Tage und bei der unmittelbaren Diskussion (discusión inmediata) noch drei Tage. Es gibt allerdings keine Sanktionsmöglichkeiten, falls es dem Parlament nicht gelingt, die gesetzten Fristen einzuhalten. Auch nach Ablauf der Fristen bedürfen die Gesetze der Zustimmung des Parlaments, es tritt also kein Gesetz automatisch in Kraft. Mit der Dringlichkeit kann der Präsident die Arbeit des Parlaments steuern, um Schwerpunkte zu setzen. Als Instrument präsidentieller Dominanz, mit dem der Präsident die Arbeit des Parlaments voll kontrollieren kann, eignet es sich jedoch nicht.
Der Präsident kann gegen Gesetze, die in beiden Kammern angenommen wurden, ein Teilveto oder ein Gesamtveto einlegen. Das Teilveto meint, dass die Teile des Gesetzes, gegen die der Präsident nicht votiert hat, in Kraft treten. Er kann Veränderungen vorschlagen, die jedoch nur eintreten, wenn die beiden Parlamentskammern zustimmen. Stellt sich der Kongress gegen den Präsidenten und möchte das ursprüngliche Gesetz gegen das Veto des Präsidenten durchsetzen, ist dazu eine 2/3-Mehrheit in beiden Kammern notwendig.

### Gesetzesdekrete
Im Gegensatz zu einigen anderen lateinamerikanischen Präsidenten kann der chilenische Präsident nicht mit Hilfe von Gesetzesdekreten regieren, die mit Gesetzen vergleichbar sind. Er kann jedoch den Kongress bitten, für maximal ein Jahr in bestimmten Bereichen Gesetzesdekrete zu verabschieden. Diese müssen vom zuständigen Minister gegengezeichnet werden. Die Bereiche Grundrechte, Wahlrechte und Organgesetze sind von diesen Regelungen ausgeschlossen. Bisher kam es noch nicht vor, dass der chilenische Präsident den Kongress darum gebeten hat, Gesetzesdekrete verabschieden zu dürfen.

### Rolle des Militärs

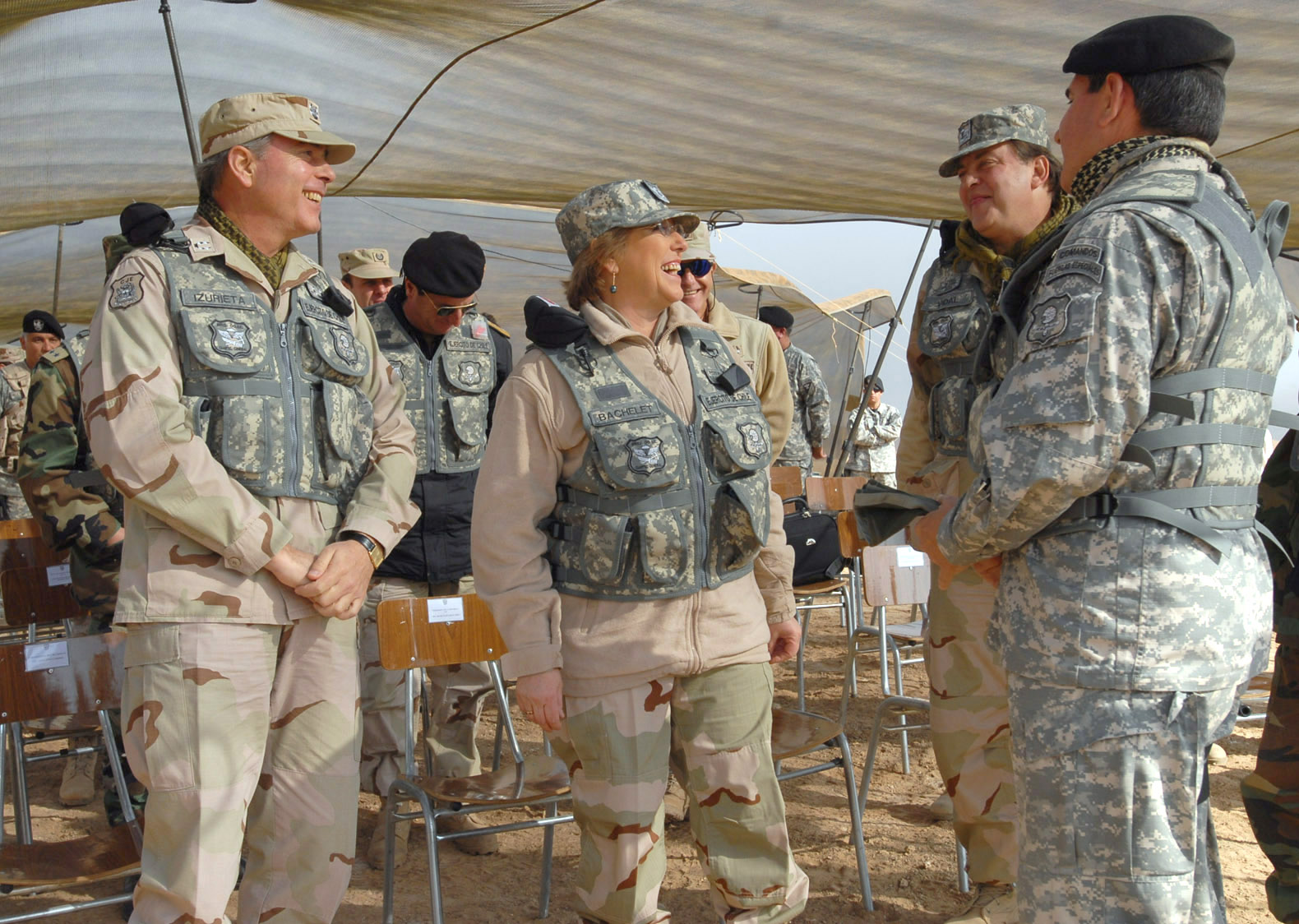
Präsidentin Michelle Bachelet besucht die Streitkräfte

Dem chilenischen Militär kam unter Pinochets Diktatur im politischen System eine Sonderrolle zu. Während es nach dem Putsch von 1973 von einigen Beobachtern als „entpolitisiert“ beschrieben wurde, zeigte sich schon bald, dass es sich dabei um eine Fehleinschätzung handelte. Das chilenische Militär erhielt in der Verfassung von 1980 zahlreiche Sonderrechte verliehen, die in alle drei Staatsgewalten hineinwirkten, die weltweit ihresgleichen suchen: Dem Militär kam die unabhängige Wächterfunktion über die verfassungsmäßige Ordnung zu, die durch die Beteiligung am Nationalen Sicherheitsrat institutionalisiert wurde. Die Streitkräfte wirkten an der personellen Besetzung der Legislative und der Verfassungsgerichtsbarkeit mit. Hochrangige Militärs erhielten Posten im Senat. Bei der Verhängung und Aufrechterhaltung von Ausnahmezuständen waren die Militärs unmittelbar beteiligt. Täter politischer Straftaten konnten von einem Militärgericht verurteilt werden.
Das Ende der Diktatur brachte lange Zeit keine Veränderung mit sich. In den 1990er Jahren konnte kein einziges militärisches Privileg abgebaut oder zumindest abgeschwächt werden. Nachdem 1998 ein internationales Strafverfahren gegen Pinochet eröffnet worden war, begann sich das Militär zaghaft von dem ehemaligen Diktator zu distanzieren. In der Folge kam es zu Reuebekundungen und Verurteilungen ehemaliger Militärs wegen Menschenrechtsverletzungen sowie eine Selbstverpflichtung des Militärs, sich nicht in politische Belange einzumischen, sondern sich auf die Aufgabe der Landesverteidigung zu beschränken. Die Verfassungsreform von 2005 beseitigte die Sonderrolle des Militärs endgültig. Ernannte Senatoren wurden abgeschafft, die Befugnisse des Nationalen Sicherheitsrates stark eingeschränkt und dem Präsidenten das Recht verliehen, die Oberkommandierenden der Streitkräfte für vier Jahre zu ernennen sowie sie vor Ablauf ihrer Amtszeit zu entlassen.

## Amtssitz

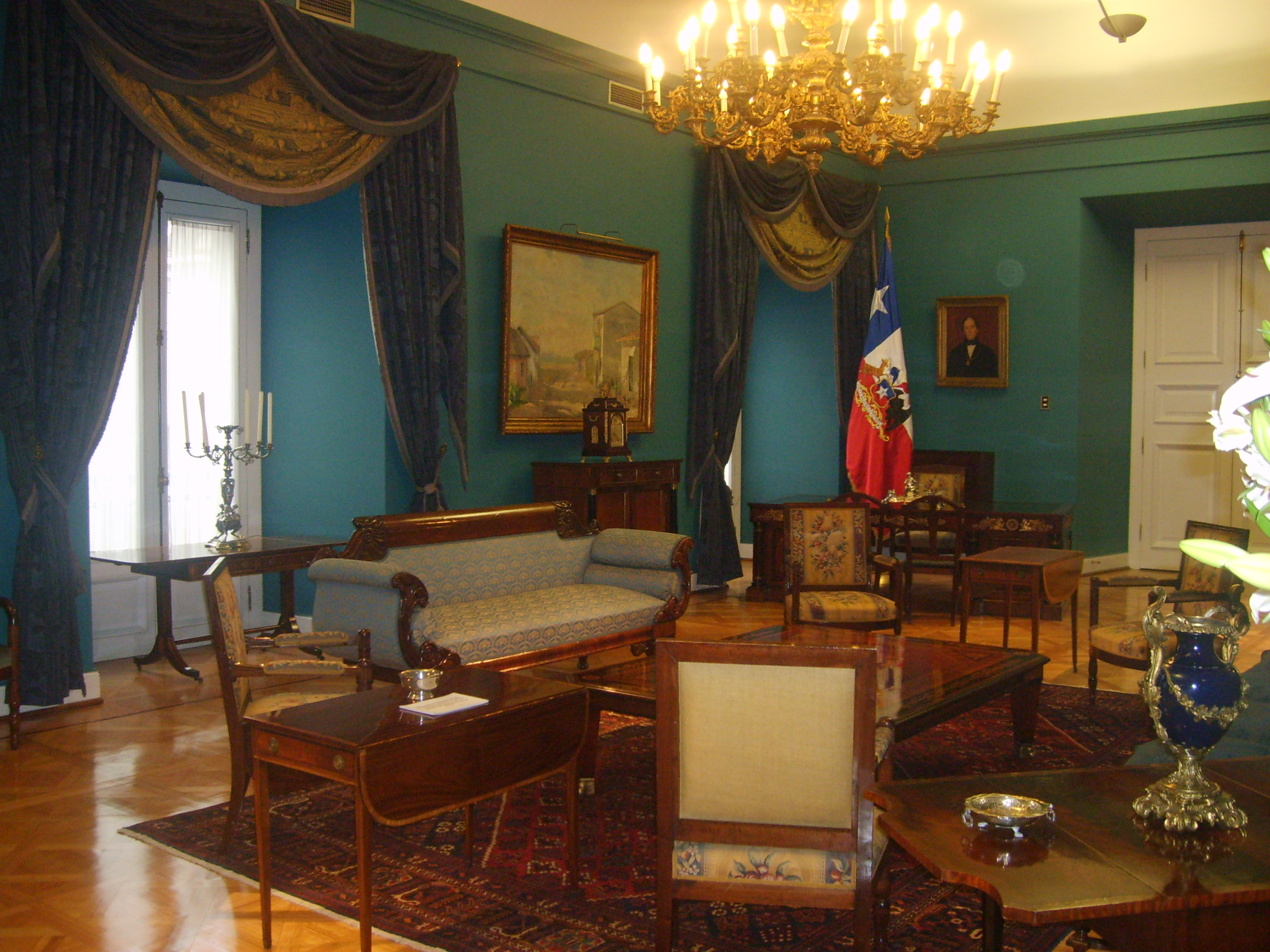
Im Blauen Salon empfängt der Präsident Staatsgäste

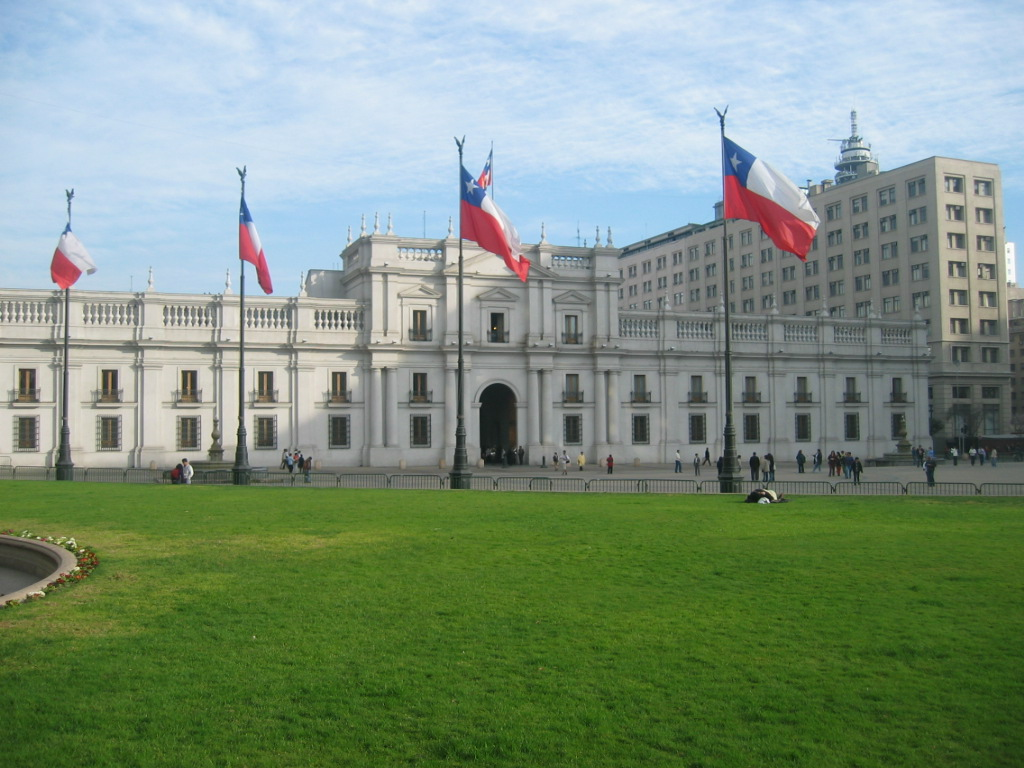
La Moneda – der Amtssitz des Präsidenten

Der Amtssitz des chilenischen Präsidenten befindet sich im Palast La Moneda in der Innenstadt Santiagos. Das neoklassische Gebäude wurde ab 1784 erbaut, um als Münzprägeanstalt Chiles zu dienen. Der Italiener Joaquín Toesca fungierte als Bauherr. Toesca ließ sich bei seinem Entwurf von der Münzprägeanstalt Perus inspirieren, musste jedoch 1797 seinen Posten räumen, da die politische Elite nicht der Meinung war, dass Funktion und Aussehen des Gebäudes zusammenpassten. Kurze Zeit später kehrte Toesca als Bauherr zurück, fiel jedoch 1799 einem Mordanschlag zum Opfer, so dass er die Fertigstellung 1805 nicht erlebte. Als der Gouverneur des Generalkapitanats Chile, Luis Muñoz de Guzmán, die Prägeanstalt nach 21 Jahren Bauzeit eröffnete, hatten sich Gesamtkosten von einer Million US-Dollar angehäuft.
La Moneda wurde nur rund 40 Jahre als Münzprägestätte genutzt. Beginnend mit Manuel Bulnes 1848 diente La Moneda als Residenz der chilenischen Präsidenten und Sitz der Regierung. Carlos Ibáñez beendete diese Phase 1958; seither dient der Palast nur noch als Regierungssitz. Während des Putsches 1973 hatte sich Präsident Salvador Allende mit seiner Leibwache im Präsidentenpalast verschanzt. Nachdem er die bedingungslose Kapitulation verweigert hatte, bombardierte das Militär den Palast und zerstörte ihn dabei.

## Beurteilung des Amtes

### Stärke des Präsidenten
Das chilenische Präsidentenamt gilt im lateinamerikanischen und weltweiten Vergleich als eines der stärksten. Dies wird in erster Linie auf die Rolle des Präsidenten im Gesetzgebungsprozess zurückgeführt, wo er gegenüber der Legislative eine herausragende Stellung besitzt. Bereits Anfang der 1990er Jahre hatten Matthew Soberg Shugart und John M. Carey den chilenischen Präsidenten in einer vergleichenden Untersuchung nach dem paraguayischen als zweitmächtigsten Präsidenten Lateinamerikas eingeordnet, allerdings hatten sie die Verfassungsänderungen von 1989 noch nicht berücksichtigt, die unter anderem beinhalteten, dass der Präsident das Parlament auflösen kann.
Peter M. Siavelis nutzte die Kriterien von Shugart und Carey, kam jedoch zu dem Ergebnis, dass der Präsident Chiles in manchen Fällen eine noch mächtigere Bewertung verdient hätte. Dies führt dazu, dass er nach Siavelis’ Aufstellung auf der Machtskala signifikant steigt.
In einer Analyse von elf lateinamerikanischen Verfassungstexten kommen Heinrich-W. Krumwiede und Detlef Nolte zu dem Schluss, dass der chilenische Präsident nach der Verfassung von 1980 der mächtigste Regierungschef ist. Die Autoren räumen jedoch selbst ein, dass wesentliche Aspekte, die für diese Einschätzung sorgen, mittlerweile revidiert wurden. Die hohe Einordnung des chilenischen Präsidenten nach der Verfassung von Pinochet sei ihnen zufolge wenig überraschend.
Mark Payne et al. kommen in einer Untersuchung von 2002 zu dem Schluss, dass der chilenische Präsident zwar über eine starke Reaktionsmacht verfüge, aber nur über moderate Aktionsmacht. Dies äußere sich darin, dass er eine starke Vetoposition habe, aber in den Bereichen Gesetzgebung und Gesetzesdekrete im Vergleich zu den übrigen lateinamerikanischen Präsidenten nur moderat ausgestattet sei.

### Instabilität des Präsidialsystems
Ende der 1980er Jahre entbrannte unter Politikwissenschaftlern eine Debatte über die Instabilität präsidentieller Systeme. Angestoßen wurde diese Debatte von Juan J. Linz, der zwei Hauptschwächen der lateinamerikanischen präsidentiellen Systeme ausmachte. Zum einen seien sowohl Exekutive als auch Legislative demokratisch legitimiert, wodurch unklar sei, wer im Konfliktfall entscheiden solle. Zum anderen ging er davon aus, dass ein Präsidialsystem im Vergleich zu einem parlamentarischen rigider und unflexibler sei. Als Paradebeispiel führte er die Situation in Chile 1973 an, in der ein Präsident vom Militär gestürzt worden war, der sich lediglich auf 37 Prozent der Stimmen stützen konnte. Linz und sein Schüler Arturo Valenzuela gingen davon aus, dass es in einem parlamentarischen System nicht zu einem Sturz Allendes gekommen wäre, und favorisierten daher einen Übergang der präsidialen Systeme Lateinamerikas zu parlamentarischen.
Dieter Nohlen und Bernhard Thibaut kritisierten Linz' Argumentation. Nohlen wandte ein, dass es in Lateinamerika eine präsidentialistische Tradition gebe, die sich nicht nur in Institutionen niederschlage. Vielmehr sei diese Tradition in Werten und Verhaltensmustern der lateinamerikanischen Gesellschaften verwurzelt. Nohlen und Thibaut bemängelten außerdem, dass Linz' Ansicht, in einer parlamentarischen Demokratie wäre Allende nicht gestürzt worden, hochgradig hypothetisch sei. Die von Linz suggerierte Einheitlichkeit der lateinamerikanischen Regierungssysteme täusche außerdem über die Tatsache hinweg, dass sie in Wirklichkeit über große Differenzen verfügen. Es handele sich insofern um eine idealtypische Diskussion. Zudem lasse Linz außer Acht, dass politische Parteien und politische Eliten lernfähig seien.
Die widerstreitenden Positionen haben sich mittlerweile angenähert. Nolte zufolge basiere die Annahme, die chilenische Präsidialdemokratie sei instabil, auf einer Fehleinschätzung der Funktionsweise des Systems. Die Position des Präsidenten sei nicht derart übermächtig, wie in mehreren Publikationen dargestellt, sondern ist in seiner Regierungsfähigkeit vom Rückhalt einer Parteienkoalition abhängig. Die Notwendigkeit von qualifizierten Mehrheiten im legislativen Bereich haben seit der Demokratisierung zu einem „Koalitionspräsidentialismus“ geführt, der sich auf relativ stabile Regierungskoalitionen stützt.

### Präsidentenclans

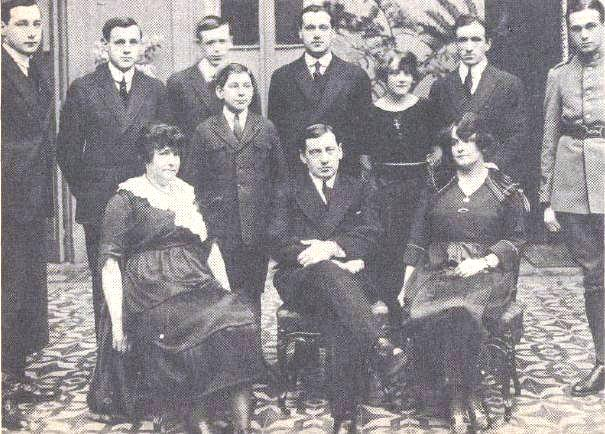
Arturo Alessandri (sitzend) und sein Sohn Jorge Alessandri (dahinter stehend) waren beide Präsidenten Chiles

Charakteristisch für die chilenische Politik ist die Herausbildung so genannter „Präsidentenclans“, also einflussreicher Familien, die die Geschicke des Landes über Jahrzehnte geprägt haben. Zu ihnen gehören unter anderen die Errázuriz', die Montts, die Alessandris und die Freis.
- Der Liberale Federico Errázuriz Zañartu amtierte von 1871 bis 1876 als Präsident, sein Sohn Federico Errázuriz Echaurren von 1896 bis 1901.
- Manuel Montt Torres übte dieses Amt zwischen 1851 und 1861 aus, sein Neffe Jorge Montt Álvarez nach dem Bürgerkrieg 1891 bis 1896, sein Sohn Pedro Montt Montt von 1906, bis er 1910 starb.
- Arturo Alessandri, der die Verfassung von 1925 auf den Weg brachte, amtierte von 1922 bis 1925 und von 1932 bis 1938, sein Sohn Jorge Alessandri von 1958 bis 1964.
- Auf diesen folgte Eduardo Frei Montalva, der von 1964 bis 1970 Präsident war. Sein Sohn Eduardo Frei Ruiz-Tagle regierte zwischen 1994 und 2000 und kandidierte 2010 erfolglos für eine zweite Amtszeit.[47]